# Vitis wenchowensis
Vitis wenchowensis — вид рослин з роду Виноград (Vitis). 

## Поширення
Ендемік для провінції Чжецзян, в Китаї. Зростає у широколистяних вічнозелених лісах, у долинах та біля струмків.

## Опис
Гілочки тонкі, з поздовжніми гребенями, голі. Вусики нерозгалужені. Листя просте, прилистки опадають. Черешок голий, від 1,8 до 3,2 см. Листкова пластинка від 4 до 9,3 см завдовжки та від 2,8 до 4,5 см завширшки, алебардоподібна або трикутно-яцеподібна, нерозділена або 3–5-лопатева, основа серцеподібна, край нерівномірно 7–9-зубчастий з кожного боку та коротко війчастий, верхівка довго загострена. Плодоніжка та квітконіжка голі. Ягода куляста, 5—8 мм у діаметрі. Насіння майже еліптичної форми. Плодоносить з червня по липень.